# Ryan Jones
Ryan Paul Jones (Newport, 13 de marzo de 1981) es un exjugador británico de rugby que se desempeñaba normalmente como ocho.

## Carrera
Su primer partido con la selección de Gales fue contra Sudáfrica en el Millenium Stadium el 6 de noviembre de 2004, en los Internacionales de otoño de 2004. Ha capitaneado a Gales en 32 ocasiones, superando el récord de 28 que tenía Ieuan Evans el 16 de noviembre de 2012 contra Samoa; actualmente (2013) es vice-capitán de la selección galesa.
Ha estado implicado en tres grand slams, en el torneo de 2005, como capitán en 2008, y 2012. Es uno de los pocos jugadores galeses que han sumado tres grand slams que incluye a Gethin Jenkins, Adam Jones, Gareth Edwards, Gerald Davies y JPR Williams.
Jugador versátil que además de flanker por el lado ciego, puede actuar como número 8. Jones tuvo un papel decisivo en la obtención del Grand Slam galés de 2005, logrando un memorable try contra Escocia en Murrayfield. Sufrió una lesión en el hombro que lo apartó del Torneo de las Seis Naciones 2006. Pudo volver a jugar con Gales en otoño con Australia. Jugó todos los partidos de Gales en el Seis Naciones de 2007. Otra lesión en el hombro le impidió acudir a la Copa Mundial de Rugby 2007.
Warren Gatland lo recuperó para el Torneo de las Seis Naciones 2008. Un renovado Gales logró su segundo Grand Slam. El Seis Naciones de 2009 fue decepcionante, pero para  el del año 2010 conservó la capitanía. Debido a una lesión tuvo que pasar el liderazgo a Matthew Rees para el primer partido internacional de otoño ese año. Jones siguió siendo capitán en el choque con Fiyi pero un empate 16-16 y un error crucial por parte de Jones hizo que Gatland le quitara la capitanía para el enfrentamiento con los All Blacks.
Jones mantuvo su lugar en el Torneo de las Seis Naciones 2011 y fue seleccionado para la Copa Mundial de Rugby de 2011. 
Ganó un tercer Grand Slam con la victoria sobre Francia en Cardiff, compartiendo ese honor con Adam Rhys Jones, Gareth Evans, Gerald Davies y J.P.R. Williams.  
Su último partido hasta la fecha es el de Escocia contra Gales en Murrayfield el 9 de marzo de 2013.